# Joseph Yodoyman
Joseph Yodoyman (ur. 1950, zm. 22 listopada 1993) – czadyjski polityk i urzędnik państwowy, były minister spraw wewnętrznych i planowania, w latach 1992–1993 premier Czadu.

## Życiorys
Pochodził z południowego Czadu. Ukończył paryski Institut international de l'administration publique. Został szefem służby cywilnej w kraju, pełniąc funkcję do 1979, kiedy władza państwowa uległa erozji wskutek wojny domowej. W tym samym roku został członkiem Comité Permanente du Sud, faktycznego rządu w południowym Czadzie. W listopadzie 1979 został członkiem Przejściowego Rządu Jedności Narodowej, związanego z Goukouni Oueddeim. Objął w nim funkcję zastępcy sekretarza generalnego i od lipca 1981 ministra spraw wewnętrznych. 21 października 1982 po obaleniu Oueddeiego znalazł się w składzie rządu Hissène Habré na stanowisku ministra planowania. W 1984 był wysłannikiem Habré na konferencje w Brazzaville i Paryżu.
20 maja 1992 mianowany na stanowisko premiera. Należał początkowo do Narodowego Sojuszu na rzecz Demokracji i Rozwoju (ANDD), jednak po konflikcie wewnętrznym z resztą partii oskarżającą go o zapędy totalitarne założył w lipcu 1992 własne ugrupowanie Narodowy Sojusz na rzecz Demokracji i Odnowy (ANDR). Pozostał na czele rządu do 7 kwietnia 1993. Zmarł 22 listopada tego samego roku.